# Tomislav Šojat
Tomislav Šojat (Zagreb, 6. studenog 1963. ) hrvatski je glazbenik koji je u svojoj glazbenoj karijeri snimio petnaestak studijskih albuma i sudjelovao na mnogim albumima kao gost glazbenik.

## Životopis
Tomislav Šojat rođen je u Zagrebu, 6. studenog 1963. godine gdje s 14. godina počinje svoju glazbenu karijeru. Prvi glazbeni angažmani bili su mu sa sastavom "Prva Ljubav", s kojima je svirao do njihovog raspada 1984. Prva ljubav glasi za najmlađi pop sastav u Europi i Šojat s njima snima pet singlova i četiri studijska albuma, koji su dobili zlatni certifikat. Nakon dolaska iz JNA gdje je služio vojni rok, pridružuje se sastavu "Regata", s kojima snima jedan album. 
Grupa se razilazi 1987.g. i Šojat nakon toga dolazi u sastav Aerodrom, gdje kao gost glazbenik nastupa s njima na turnejama po bivšem SSSR-u. S Aerodromom ostaje do njihovog razlaza 1988., a 1990. snima i svira sa Sevdah Shuttle Bandom, novim sastavom Branimira Štulića. 
Godine 1992. s Juricom Pađenom osniva sastav Pađen Band s kojim snima tri studijska albuma. Za europsko tržište objavljuju kompilacijski album Pađen band retro 16 s najboljim hitovima izdanim do tada. Nekoliko je skladbi prepjevano na engleski jezik s albuma Timeless koji je izdan isključivo za europsko tržište.
Sastav Aerodrom nanovo se okuplja 2001. i Šojat postaje njihov menadžer. Sa starom postavom 2001. godine snimaju album Na travi i 2007.g. album Rock @ Roll. U dugogodišnjoj karijeri koja traje od 1978. godine, Šojat je snimio petnaestak studijskih albuma i sudjelovao na mnogim materijalima kao gost glazbenik.

## Vanjske poveznice

### Sestrinski projekti
|  | Zajednički poslužitelj ima još gradiva o temi Aerodrom |

### Mrežna sjedišta
- Službene stranice sastava  Arhivirana inačica izvorne stranice od 12. travnja 2012. (Wayback Machine)